# Valley

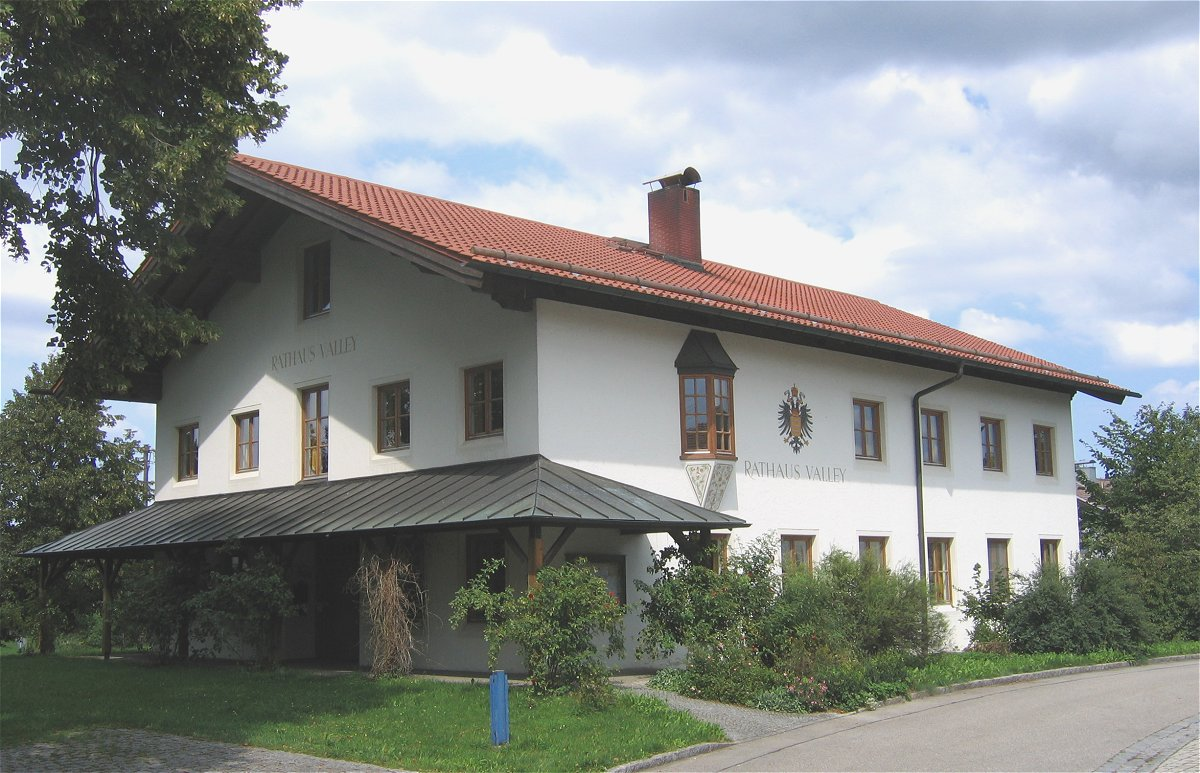
Rathaus

Valley ([faˈlaɪ] Ausspracheⓘ) ist eine Gemeinde im oberbayerischen Landkreis Miesbach. Im Gemeindeteil Unterdarching befindet sich der Sitz der Gemeindeverwaltung, im Ort Valley selbst befindet sich das Schloss Valley mit einem Wohn- und Ökonomietrakt, einer Brauerei (Valleyer Schloss Bräu) und einer Schlosskapelle sowie dem Alten Schloss.

## Geographie
Die Gemeinde liegt am Südrand der Münchner Schotterebene. Im Süden des Gemeindegebiets liegt der nordöstliche Teil des Taubenbergs. Die Mangfall windet sich durch eine unberührte und ursprüngliche Landschaft. Im Norden verläuft der Teufelsgraben.

### Gemeindegliederung
Es gibt 18 Gemeindeteile (in Klammern ist der Siedlungstyp angegeben):
- Anderlmühle (Dorf)
- Fentberg (Einöde)
- Grub (Kirchdorf)
- Grubmühle (Einöde)
- Hohendilching (Kirchdorf)
- Kleinschwaig (Einöde)
- Kreuzstraße (Dorf)
- Mitterdarching (Kirchdorf)
- Mühlthal (Weiler)
- Neustadl (Einöde)
- Oberdarching (Pfarrdorf)
- Oberlaindern (Kirchdorf)
- Schmidham (Kirchdorf)
- Sollach (Dorf)
- Unterdarching (Pfarrdorf)
- Unterlaindern (Dorf)
- Valley (Dorf)
- Wildschwaiger (Einöde)

Es gibt die Gemarkungen Föching und Valley.
Mit Eingemeindung eines Teils des Hofoldinger Forstes zum 1. Januar 2011 erhöhte sich die Fläche des Gemeindegebietes geringfügig um 1682 m².

### Natur
Folgende Schutzgebiete berühren das Gemeindegebiet:
- Fauna-Flora-Habitat-Gebiet Mangfalltal (8136-371)
- Fauna-Flora-Habitat-Gebiet Taubenberg (8136-302)
- Vogelschutzgebiet (Vogelschutzrichtlinie der EU) Taubenberg (8136-302)

## Geschichte
Der Ortsname Valley geht vermutlich auf die keltische Göttin Fallada zurück, was Ausgrabungsfunde aus jener Zeit nahelegen. Damit wäre Valley die älteste Ortschaft im nördlichen Teil des Landkreises Miesbach, wenn nicht die älteste Siedlung im gesamten Landkreis. Die Kopie eines römischen Meilensteines (das Original befindet sich in der Archäologischen Staatssammlung München) verweist auf die Bedeutung der Ortschaft, die einst auch durch die Burg Valley ihre Macht unterstreichen konnte.
Valley war vor 1800 Sitz eines Oberen und Unteren Gerichts der gleichnamigen Grafschaft. Es gehörte ca. 150 Jahre den Grafen von Rheinstein und Tattenbach, bis es im Jahr 1821 von den Grafen Arco auf Oberköllnbach übernommen wurde. Im Zuge der Verwaltungsreformen im Königreich Bayern 1818 wurde Valley eine selbständige politische Gemeinde. Noch heute zeigt sich in der Gemeinde der Einfluss des Grafengeschlechtes Arco auf Valley, z. B. im Wappen, das Bogen auf einem goldenen Schild gemäß dem Familienwappen der Grafen Arco enthält („Arco“ ist das italienische Wort für Bogen).
Weiters hat Frank Duval hier für die Valleyer Schützen einen Marsch komponiert. Michael Ende wohnte viele Jahre im sog. Alten Schloss.

### Eingemeindungen
Im Zuge der Gebietsreform in Bayern wurde am 1. Mai 1978 der östliche Teil der aufgelösten Gemeinde Föching eingegliedert,,  mit folgenden Gemeindeteilen:

Anderlmühle, Grub, Grubmühle, Hohendilching, Kleinschwaig, Kreuzstraße, Sollach.

### Einwohnerentwicklung
Zwischen 1988 und 2018 wuchs die Gemeinde von 2256 auf 3369 um 1113 Einwohner bzw. um 49,3 % – das stärkste prozentuale Wachstum im Landkreis im genannten Zeitraum.

### Liste der Bürgermeister
Folgende Bürgermeister waren seit 1948 im Amt (mit Berufsbezeichnung und Tag des ersten Amtsantritts):
- Bartholomäus Holzheu (Zimmermann, ab 1. Mai 1948)
- Johann Schweiger (Landwirt, ab 1. April 1952)
- Kaspar Meinwolf (Landwirt, ab 1. April 1966)
- Josef Mayer (Landwirt, ab 1. Mai 1984)
- Josef Huber (Landwirt, ab 1. Mai 1996)
- Andreas Hallmannsecker (Kfz-Sachverständiger, ab 1. Mai 2008)
- Bernhard Schäfer (Schreinermeister, ab 1. Mai 2020)

## Politik

### Gemeinderat
Die vergangenen Kommunalwahlen führten zu den folgenden Sitzverteilungen im Gemeinderat:
| Partei / Liste           | 2014 | 2020 |
| ------------------------ | ---- | ---- |
| Freie Wählergemeinschaft | 7    | 5    |
| CSU                      | 4    | 5    |
| Valleyer Liste           | 3    | 2    |
| GRÜNE                    | -    | 2    |
| SPD                      | 2    | 2    |
| Gesamt                   | 16   | 16   |

### Bürgermeister
Bei Kommunalwahl 2020 wurde Bernhard Schäfer (Freie Wähler) zum Ersten Bürgermeister gewählt. Er ist damit der Nachfolger von Andreas Hallmannsecker (Freie Wähler), der von 2008 bis 2020 der erste hauptamtliche Bürgermeister der Gemeinde war.

### Wappen
| | Blasonierung: „In Gold unter einem doppelköpfigen schwarzen Adler übereinander drei blaue Bogen.“ |
| Wappenbegründung: Die Symbole im Gemeindewappen erinnern an Familien, die in der Geschichte des Gemeindegebiets eine wichtige Rolle spielten. Der Doppeladler stammt aus dem Herzschild des Wappens von Graf Maximilian Kurz von Senftenau, Obersthofmeister in München, für den 1656/57 aus den Hofmarken Ahamstein, Holzolling und Feldolling die Grafschaft Valley (mit Blutgerichtsbarkeit) gebildet worden war, die er bis zu seinem Tod 1667 innehatte. Den Doppeladler führten auch die Grafen Arco im Wappen, die schon im ausgehenden 17. Jahrhundert in den Besitz der Grafschaft und dann 1821 des Patrimonialgerichts und Schlossgutes Valley kamen. Die drei übereinanderliegenden Bogen reden für den Namen Arco (italienisch arco für Bogen) und sind aus dem Stammwappen der Grafen Arco übernommen. Die in Valley ansässige Linie nennt sich Arco-Valley; die Familie hat der Verwendung ihres Wappens die Zustimmung erteilt. Wappenführung seit 1987 |                                                                                                   |

### Gemeindepartnerschaften
Partnergemeinde von Valley ist Fontanella in der italienischen Region Lombardei.

## Radiosender
In der Presse ist Valley vor allem im Zusammenhang mit der inzwischen stillgelegten großen Sendeanlage von Radio Free Europe für Kurzwelle und Mittelwelle bekannt geworden.
Diese Anlage ging 1951 in Betrieb, wurde vom International Broadcasting Bureau (IBB) der USA betrieben und diente der Versorgung der Bewohner Osteuropas mit westlichen Nachrichten. Die eingesetzten Sender besaßen Leistungen von bis zu 250 Kilowatt (Kurzwelle). Sie trugen nach Gutachtererkenntnissen 1984 durch elektromagnetische Einflüsse zum Absturz eines Tornado-Kampfflugzeugs der deutschen Luftwaffe bei Oberlaindern bei. Zudem beklagten sich viele Anwohner über Gesundheitsbeeinträchtigungen.
Nach 1989 wurde die Anzahl der Sendungen in Richtung Osteuropa reduziert, so dass die Anlage entbehrlich, 2003 stillgelegt und im Sommer 2004 mit Bundesmitteln komplett demontiert wurde. Maßgeblichen Anteil an der Stilllegung des Senders hatte die Bürgerinitiative Senderfreies Oberland.
Eine 2007 veröffentlichte Studie, die im Auftrag der Gemeinde durchgeführt wurde, belegt einen Zusammenhang zwischen den elektromagnetischen Feldern der Anlage und den gesundheitlichen Störungen.
Auf dem ehemaligen IBB-Gelände befindet sich heute eine moderne Golfanlage.

## Wirtschaft und Infrastruktur

### Verkehr
Das Gemeindegebiet erstreckt sich zu beiden Seiten der Bundesautobahn 8 und liegt 6 km östlich von Holzkirchen, 36 km südöstlich der Landeshauptstadt München, 13 km nördlich von Miesbach, 22 km westlich von Bad Aibling sowie 32 km von Rosenheim entfernt. Ausfahrten gibt es keine; die nächstgelegenen Anschlussstellen sind Holzkirchen und Weyarn, die jeweils nur etwas umwegig zu erreichen sind.
Die Autobahn, die zu den am stärksten befahrenen deutschen Bundesautobahnen gehört, verläuft dabei relativ nahe an den Ortsteilen Unterdarching, Mitterdarching und Unterlaindern vorbei. Die zunehmende Lärm- und Feinstaubbelastung in diesen Bereichen gab Anlass zur Gründung einer Bürgerinitiative, die sich für Geschwindigkeitsbeschränkungen oder alternativ für einen Lärmschutzwall einsetzt. Das Anliegen wird auch von Seiten der Gemeinde unterstützt.
Wichtigste überörtliche Verbindung für die Gemeinde selbst ist die Staatsstraße 2073, die unter anderem von Holzkirchen über Weyarn in die Kreisstadt Miesbach führt. Sie verläuft durch die Dörfer Oberlaindern und Mitterdarching und ist nicht besonders gut ausgebaut; vor allem der fehlende Radweg gab bereits häufiger Anlass zur Kritik. Die übrigen Dörfer sind mit Kreis- und Gemeindestraßen verbunden, die sich teils sogar in besserem Zustand befinden.

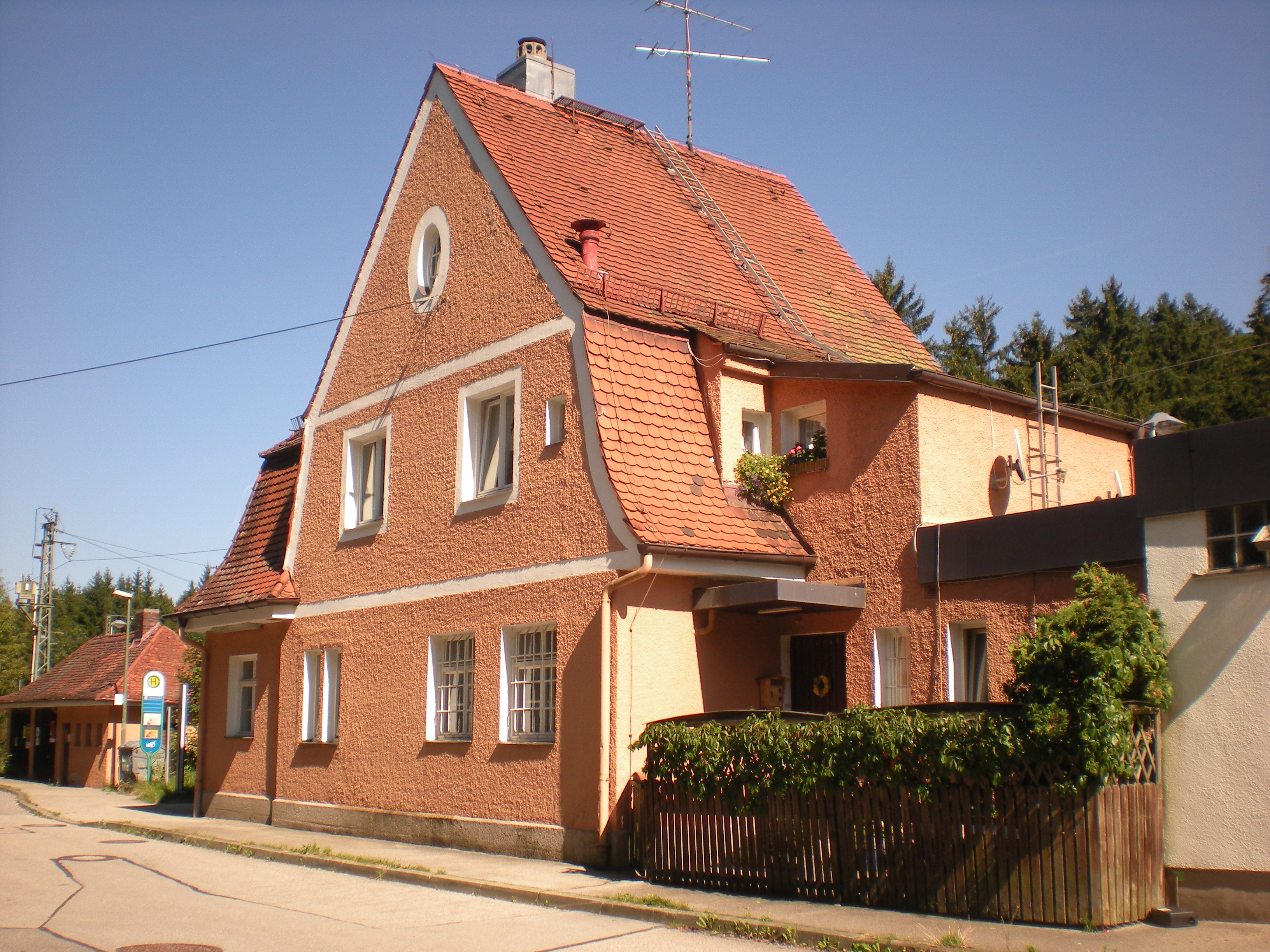
Bahnhof Kreuzstraße

Außerdem besitzt Valley zwei Bahnhöfe, die nach den jeweiligen Ortsteilen benannt sind: Kreuzstraße als Anschlussbahnhof der Strecke von München-Giesing an die Strecke Holzkirchen–Rosenheim, und Darching an der Bahnstrecke Holzkirchen–Schliersee. Ab Kreuzstraße verkehrt stündlich die Münchner S-Bahn S5 in die Münchner Innenstadt und weiter nach Wolfratshausen. Des Weiteren fährt die Bayerische Oberlandbahn mindestens stündlich von Holzkirchen über Kreuzstraße und Bad Aibling nach Rosenheim („E-Netz Rosenheim“; bis Dezember 2013 Betrieb durch die Deutsche Bahn). Der Bahnhof Darching wird von der Bayerischen Oberlandbahn im Stundentakt bedient.
Ferner verkehrt eine Regionalbuslinie von Holzkirchen über Oberlaindern, Unterdarching und Mitterdarching nach Weyarn und Miesbach. Sie dient vorwiegend dem Schülerverkehr.
Darüber hinaus waren auf dem Gemeindegebiet zwei Abstürze von Kampfflugzeugen zu verzeichnen. 1970 stürzte bei Oberlaindern ein Starfighter ab, 1984 nahe Unterlaindern ein Tornado.

### Ansässige Unternehmen

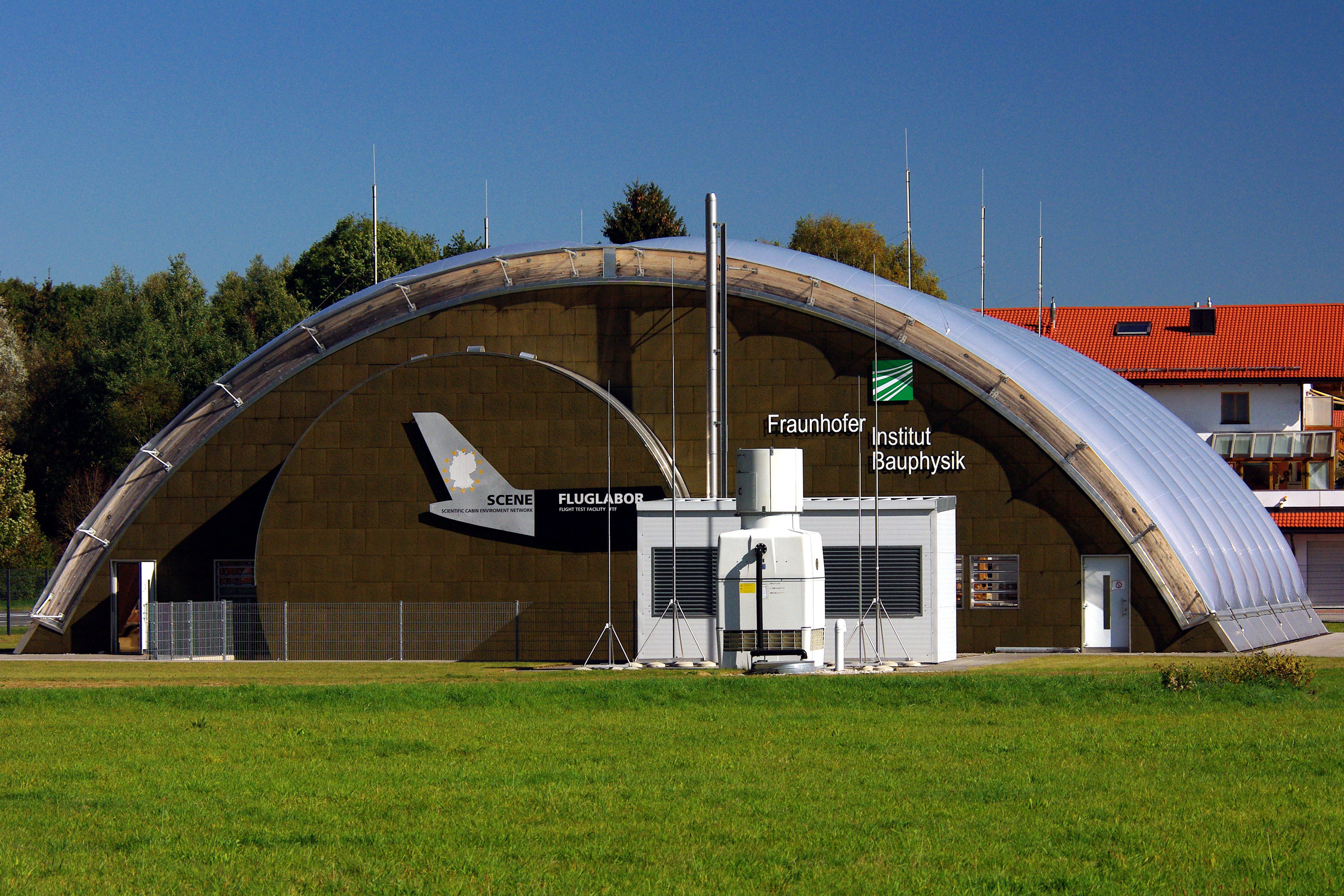
Fluglabor in Oberlaindern

Das Fraunhofer-Institut für Bauphysik betreibt im Ortsteil Oberlaindern eine Prüfstelle für Baustoffe. Dort werden verschiedene Materialien gezielt der Witterung ausgesetzt, entweder durch einfache Exposition oder durch Anbringung an eigens präparierten Gebäudefassaden, was zu einer eigentümlich Gestaltung der Gebäude auf dem Gelände führt. Obwohl sich die Einrichtung selbst als Prüfstelle Holzkirchen bezeichnet, befindet sie sich auf Valleyer Gemeindegebiet.
Ebenfalls in Oberlaindern steht ein weltweit einmaliges, 30 Meter langes Fluglabor (FTF – Flight Test Facility), bestehend aus einer Niederdruckkammer (150 hPa/absolut) mit einem darin befindlichen ca. 15 Meter langen Flugzeugsegment eines Airbus A310. Bis zu 80 Passagiere können hier realitätsnah den typischen Bedingungen eines Langstreckenfluges ausgesetzt werden. Ziel der Forschung sind Verbesserungen des Komforts, des Kabinenklimas und der Materialien.
In Oberlaindern ist auch die europäische Zentrale von Avery Zweckform beheimatet. Die Vorläuferfirma Zweckform Schreibwaren und Bürobedarfs GmbH war hier 1946 in einem ehemaligen Kuhstall gegründet worden.
In direkter Nachbarschaft auf demselben Areal wurde 2010 der Medizinpark Valley eröffnet.

## Kultur und Sehenswürdigkeiten

### Bauwerke
- Kapelle St. Rochus und St. Sebastian im Ortsteil Sollach
- Kirche St. Michael in Mitterdarching

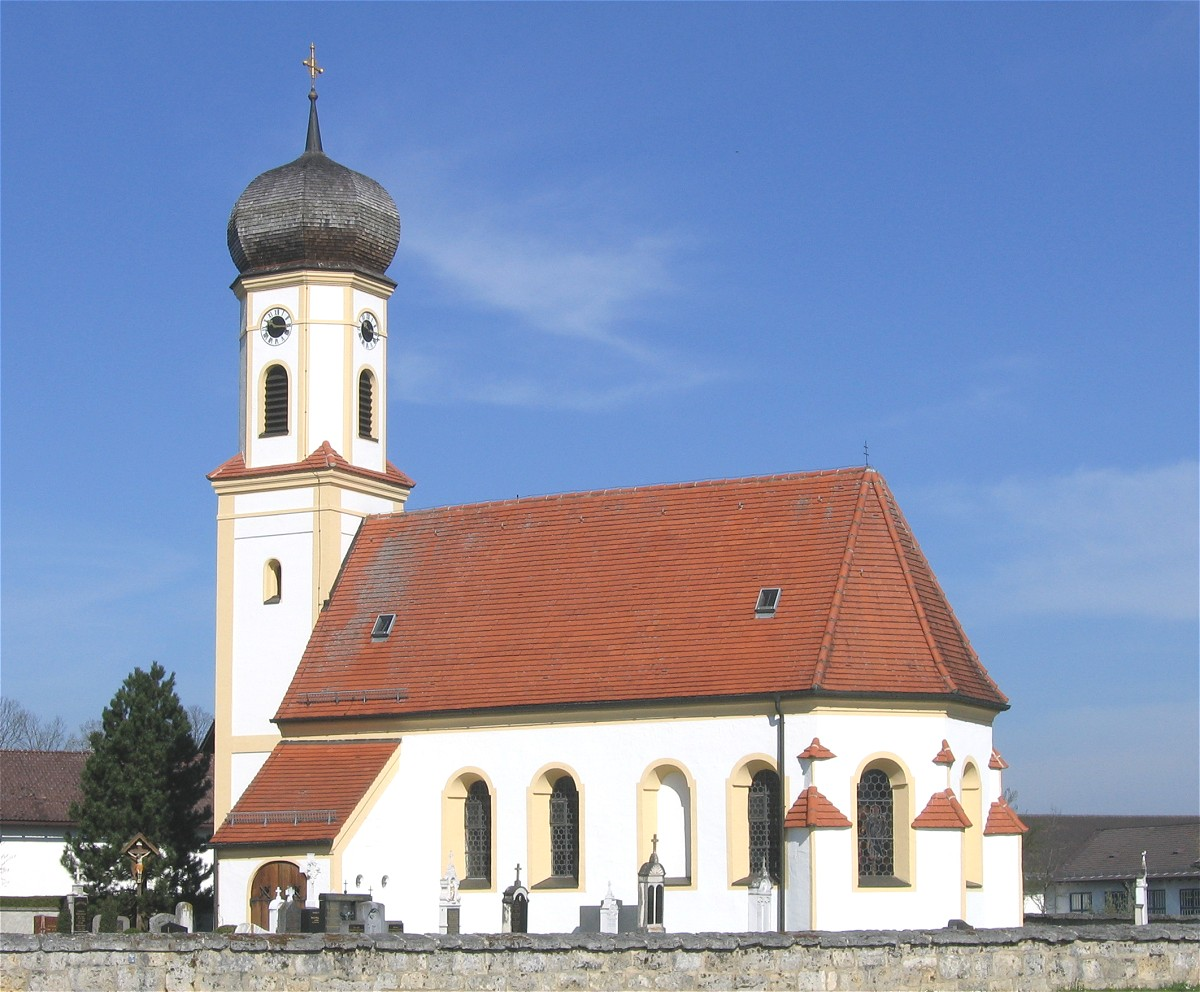
Kirche in Oberlaindern
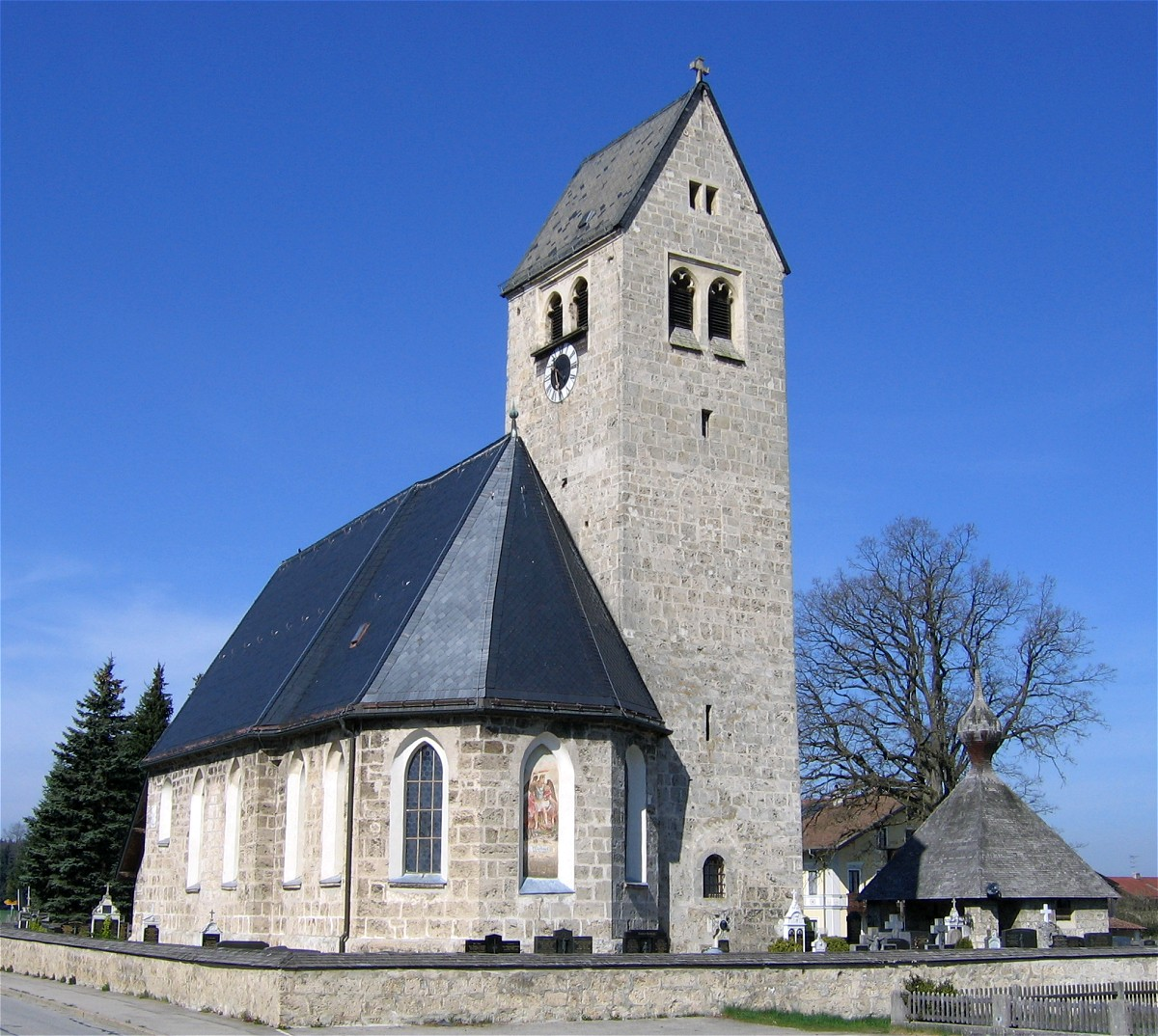
Kirche in Mitterdarching
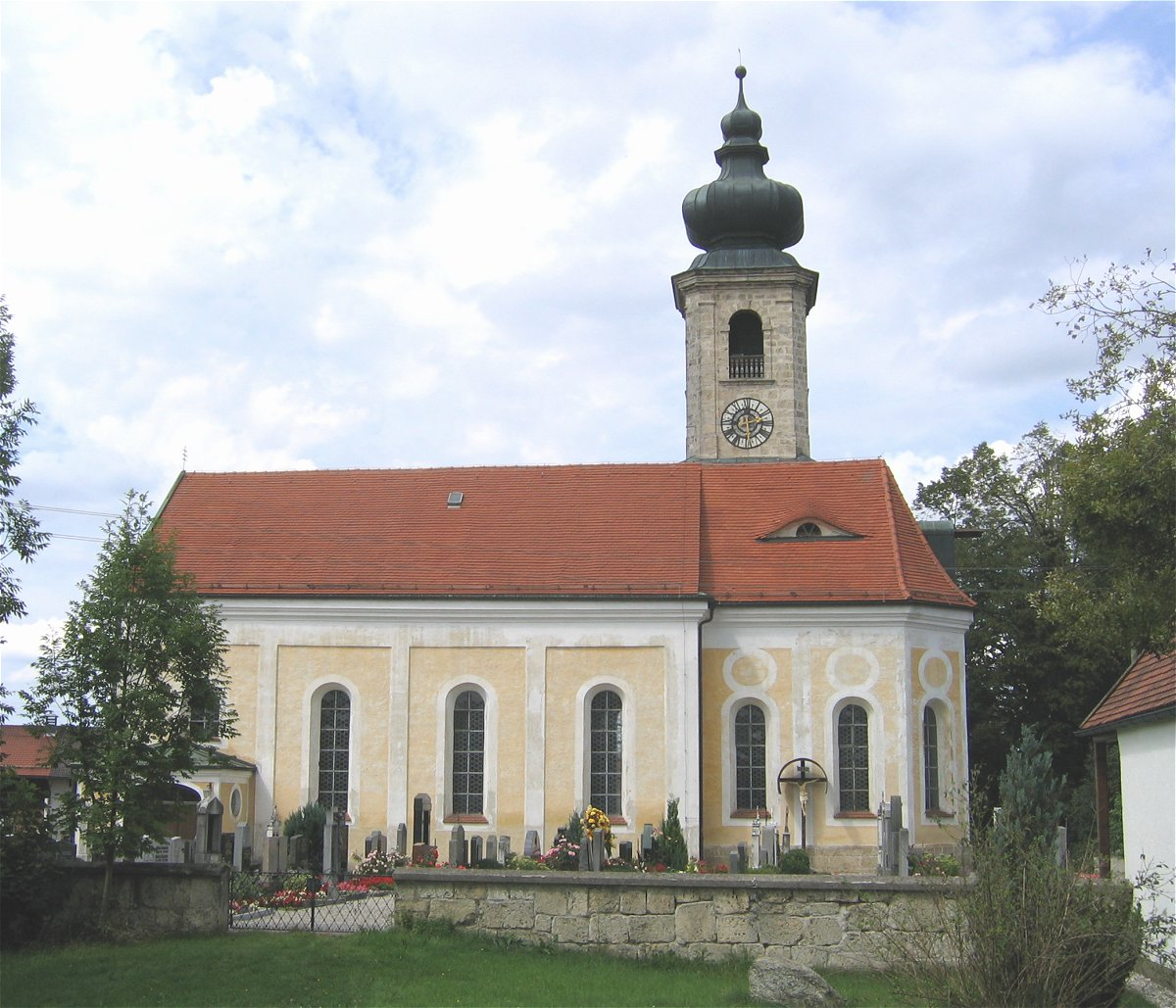
Kirche in Unterdarching
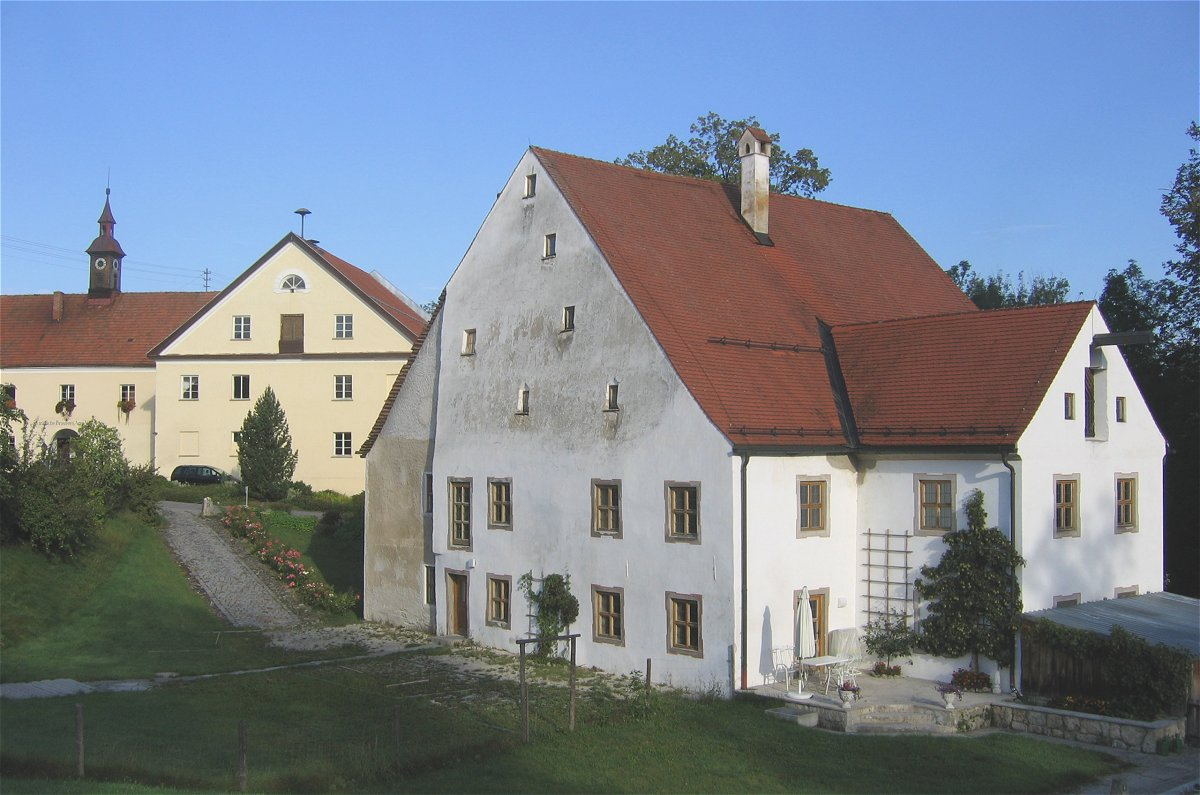
Altes Schloss
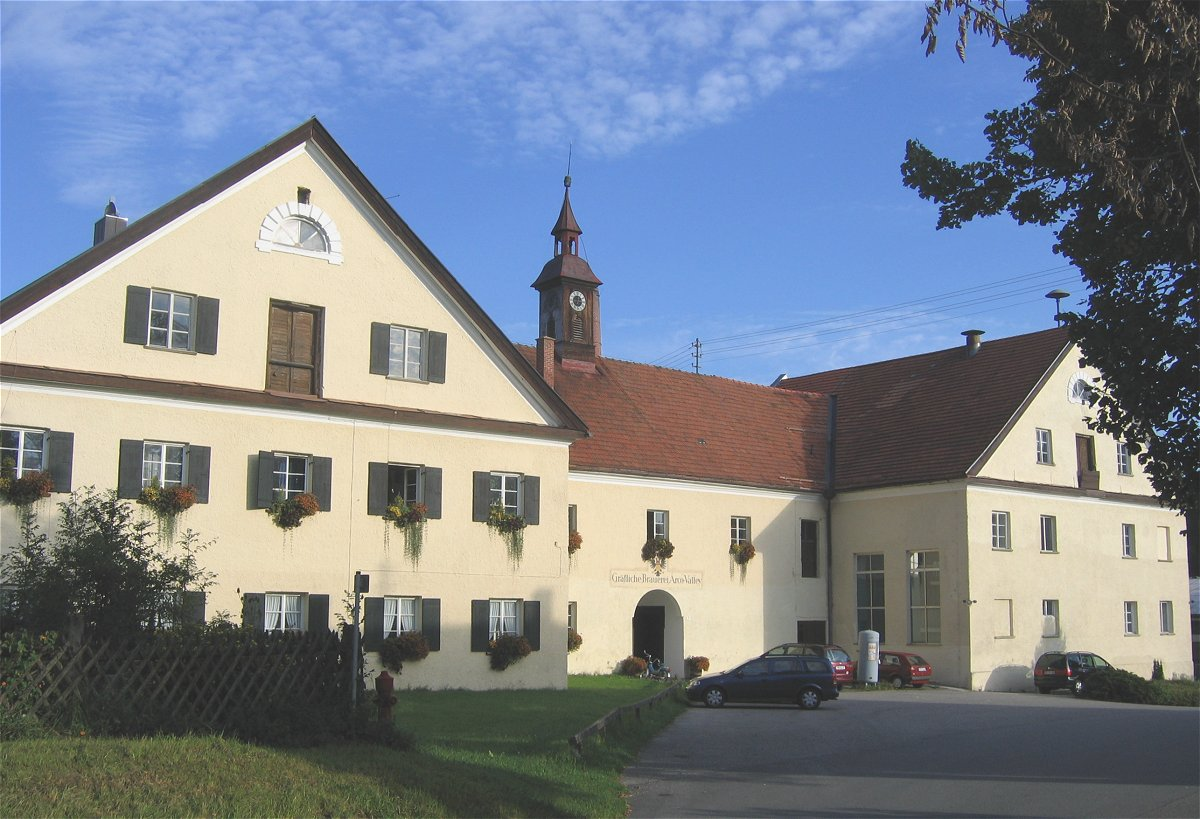
Neues Schloss
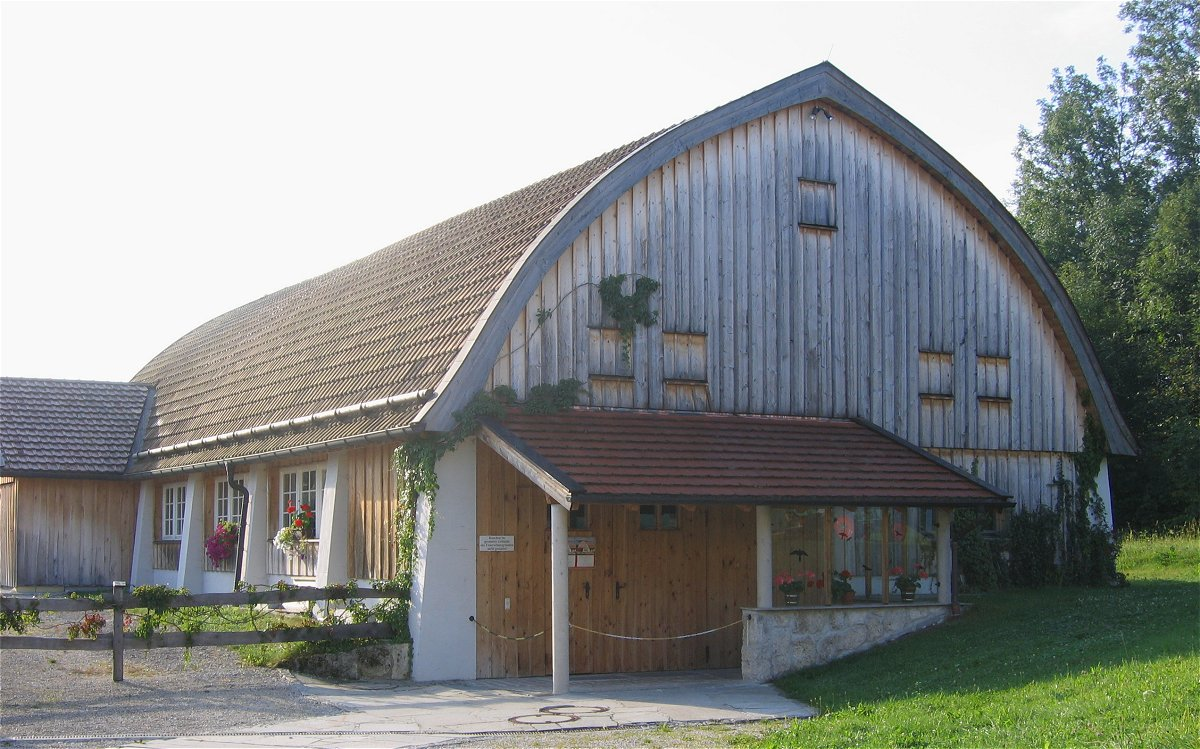
Zollinger-Halle
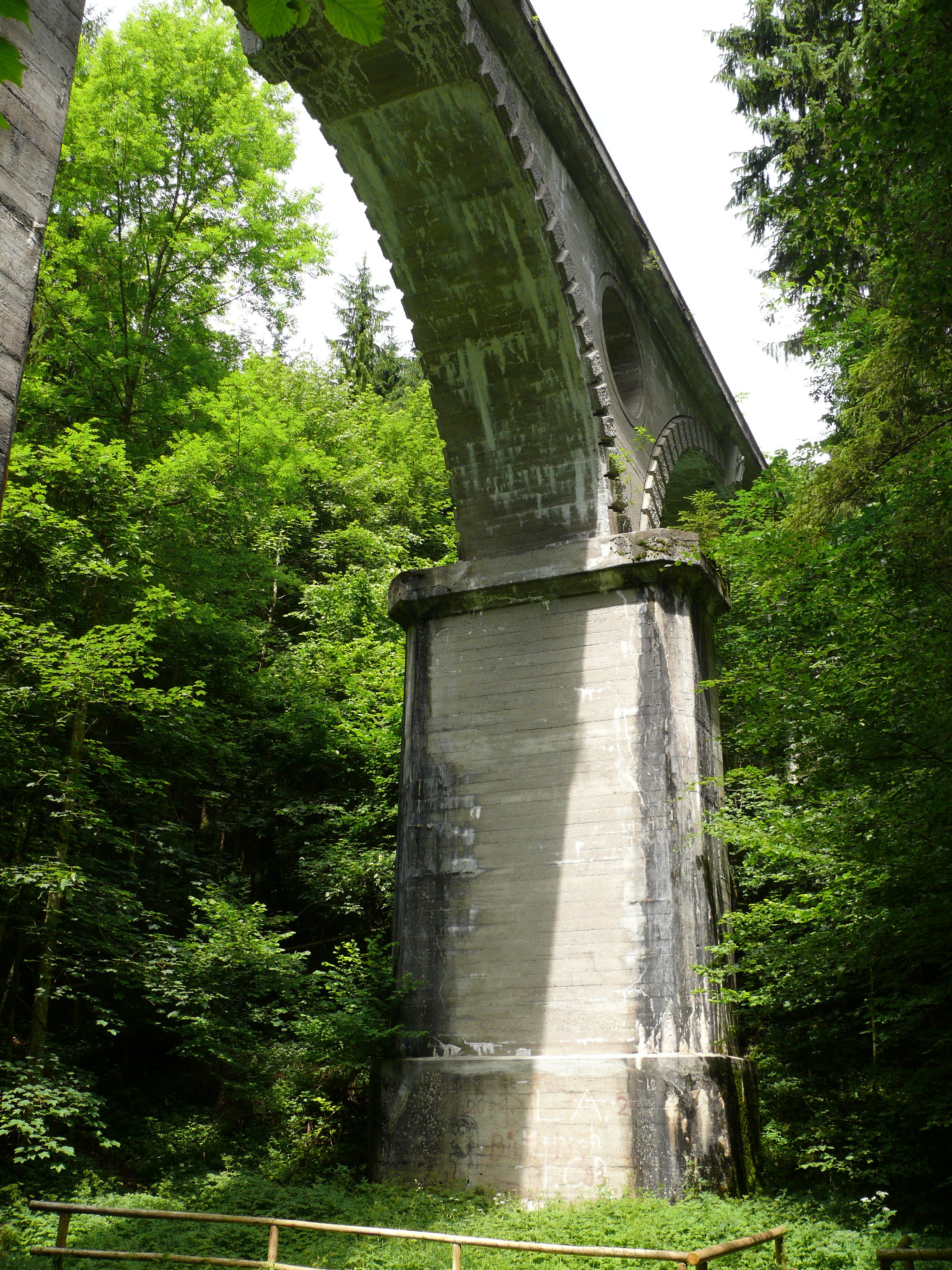
Teufelsgrabenbrücke
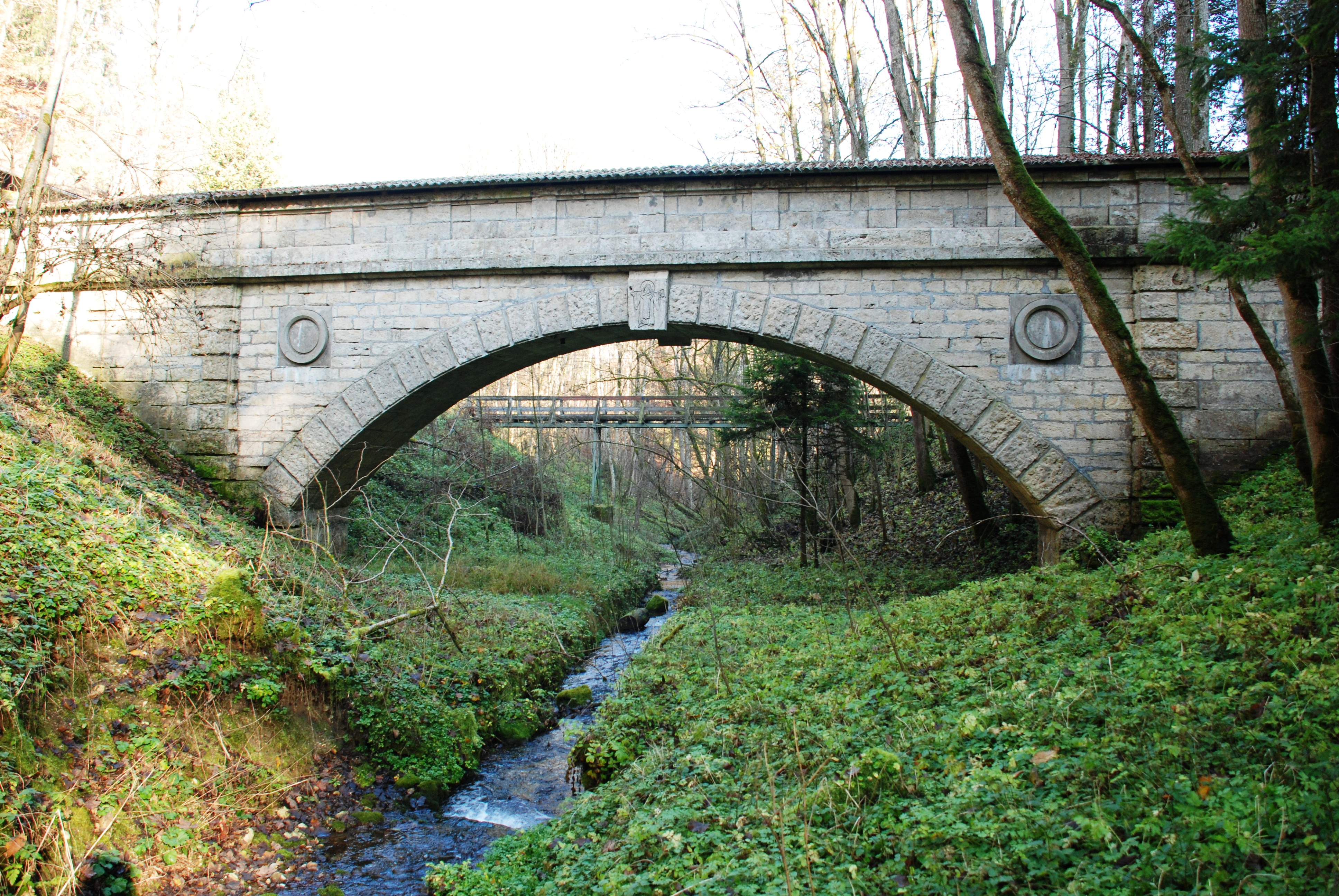
Höllgraben-Aquädukt
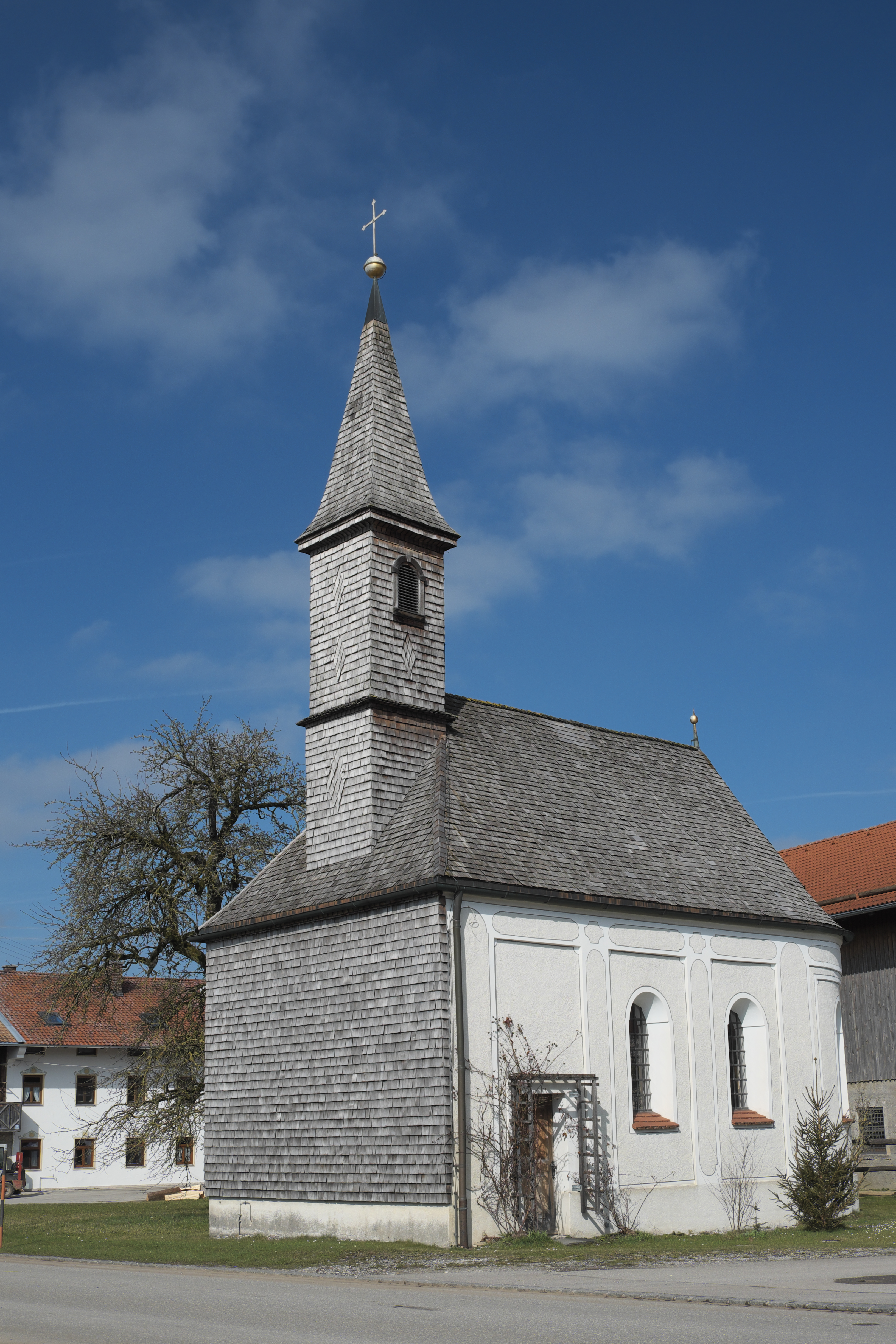
Kapelle St. Rochus und St. Sebastian

Die Teufelsgrabenbrücke bei Grub ist eine technische Sehenswürdigkeit (Aquädukt der Wasserleitung nach München) aus dem 19. Jahrhundert. Als weiteren Aquädukt gibt es den der Münchener Wasserversorgung über den Höllgraben in Valley; der Höllgraben mündet beim Dorf Valley gleich nördlich (flussabwärts) der Straßenbrücke über die Mangfall in diese.

### Museum
Im Alten Schloss von Valley und der benachbarten Zollinger-Halle befindet sich das Orgelzentrum Valley mit einer umfangreichen Pfeifenorgel-Sammlung des Orgelrestaurators Sixtus Lampl. Zuvor hatte das Gebäude dem Schriftsteller Michael Ende gehört, der hier die Inspiration für sein Buch Die unendliche Geschichte gehabt haben soll.

### Blasmusik
Die Blaskapelle Unterdarching wurde 1997 nach 30-jähriger Schaffenspause wiedergegründet. Das Repertoire erstreckt sich von Kirchen- und Konzertmusik, Marschmusik, bayerische/böhmische Blasmusik bis hin zur Stimmungsmusik in Festzelten.

## Sport
Valley besitzt einen 36-Loch-Golfplatz. Die Herren- und Damenmannschaft dieses Golfplatzes spielen in der 2. Deutschen Golf Bundesliga. In Valley wurden auch die Deutschen Meisterschaften 2022 sowie die German International Amateur Championship 2023 ausgetragen.
Valley sollte die European Championships 2022 im Golf austragen. Allerdings wurde Golf wegen Unstimmigkeiten in der Zeitplanung zwischen dem Veranstalter der European Championships und der European Tour von den European Championships gestrichen.